# 天主教萨拉戈萨总教区
天主教薩拉戈薩總教區（西班牙語：Archidiócesis de Zaragoza、拉丁語：Archidioecesis Caesaraugustana）是天主教會在西班牙東北部阿拉貢地區設立的一個總教區，教區成立於羅馬帝國時期，1318年升格為總教區。

## 主教座堂

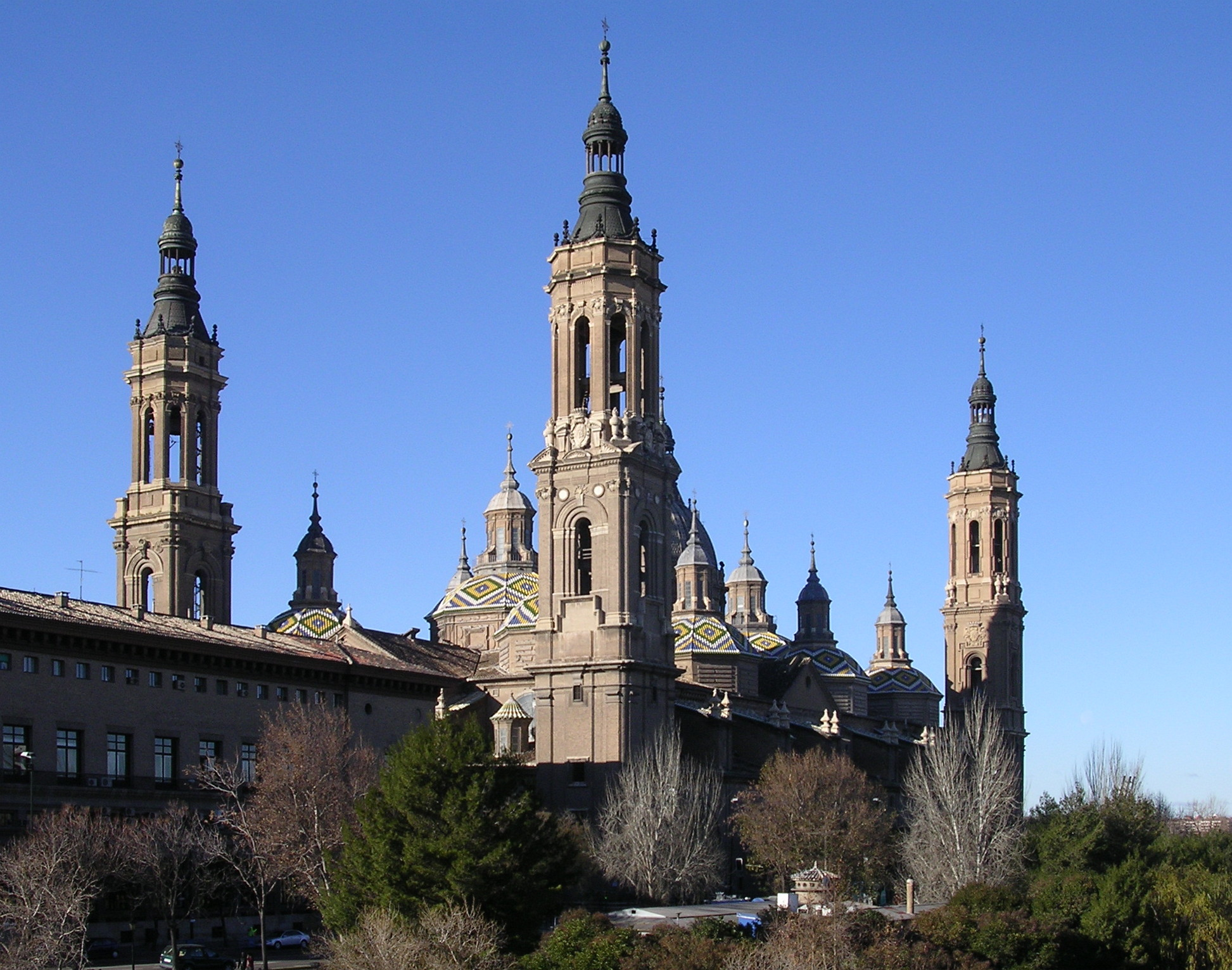
薩拉戈薩皮拉爾聖母聖殿主教座堂

薩拉戈薩總教區設有兩個主教座堂：一個是耶穌救主主教座堂（Catedral del Salvador en su Epifanía de Zaragoza），乃聯合國世界遺產「阿拉貢的穆德哈爾式建築」的一部分，是薩拉戈薩總主教的正式駐地；另一個則是皮拉爾聖母聖殿主教座堂（Catedral-Basílica de Nuestra Señora del Pilar），在名義上具有主教座堂地位，傳說聖雅各伯曾在此建立小堂。兩者均座落於薩拉戈薩市中心的皮拉爾廣場（Plaza del Pilar）。

## 現況

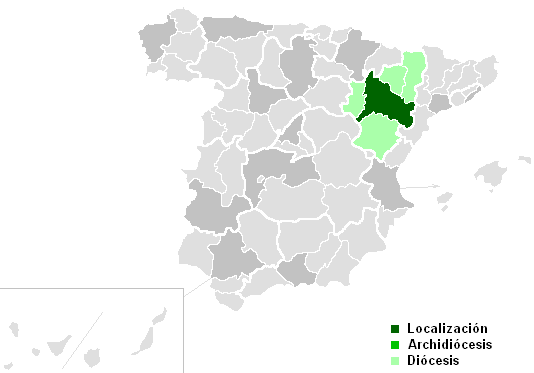
薩拉戈薩總教區管轄範圍圖

2007年，在當地794,000人口中，有教友770,000人，佔轄區總人口97%、260個堂區、703名司鐸、507名修士、1,844名修女。現任總主教為Manuel Ureña Pastor。

## 附屬教區
薩拉戈薩教省下轄的教區有巴瓦斯特羅-蒙松教區、韋斯卡教區、塔拉索納教區、特魯埃爾暨阿爾瓦拉辛教區。